# فرودگاه کچکمت
فرودگاه کچک‌مت (به انگلیسی: Kecskemét Air Base) یک فرودگاه نظامی است که یک باند فرود بتن دارد و طول باند آن ۲۴۹۹ متر است. این فرودگاه در شهر کچکمت کشور مجارستان قرار دارد و در ارتفاع ۱۱۵ متری از سطح دریا واقع شده‌است.